# Dìdi
Dìdi (em chinês:  弟弟) é um filme de comédia dramática estadunidense de 2024, escrito, dirigido e produzido por Sean Wang em sua estreia na direção. O filme é estrelado por Izaac Wang e Joan Chen. Carlos López Estrada, Josh Peters e Chris Columbus atuam como produtores e produtores executivos sob seus banners AntiGravity Academy, Spark Features e Maiden Voyage Pictures, respectivamente. O filme retrata Chris, um aluno do oitavo ano taiwanês-americano (Wang) no início das mídias sociais. Chris usa regularmente as mídias sociais para escapar de sua infância decepcionante e da mãe sobrecarregada (Chen), mas a Internet também acentua seus sentimentos preexistentes de racismo internalizado e inadequação pessoal.
Dìdi teve sua estreia mundial no Festival de Cinema de Sundance de 2024 em 19 de janeiro de 2024, onde ganhou o Prêmio do Público: US Dramatic e o Prêmio Especial do Júri US Dramatic: Conjunto. Foi lançado nos Estados Unidos pela Focus Features em 26 de julho de 2024. Recebeu críticas positivas e foi nomeado um dos 10 melhores filmes independentes de 2024 pelo National Board of Review.

## Enredo
No verão de 2008, Chris Wang, de 13 anos (frequentemente chamado de Dì Di), mora em um bairro de classe média de Fremont, Califórnia, com sua mãe imigrante taiwanesa Chungsing, sua exigente sogra Nǎi Nai, e sua irmã mais velha Vivian. Chris raramente vê seu pai, que voltou para Taiwan para trabalhar e sustenta a família na América com remessas. Chris briga constantemente com Vivian, que está prestes a partir para a UC San Diego. Ele não é uma das crianças populares da escola. Ele faz vídeos bobos no YouTube com os melhores amigos Fahad e Soup, que incorporam uma grande dose de humor juvenil.
O comportamento e os sentimentos de inadequação de Chris começam a prejudicar seus relacionamentos. Chris usa o AIM e o Facebook para fazer amizade com sua paixão, a meio asiática Madi. Quando eles saem para um encontro, ela revela racismo internalizado e diz a Chris que ele é atraente "para uma asiática". Ela tenta iniciar um encontro sexual, mas Chris está nervoso demais para continuar. Embora Madi tente entrar em contato após o incidente, ele fica envergonhado demais para falar com ela e a bloqueia no AIM. Durante um encontro em grupo com Fahad, Chris enoja a paixão afro-americana de Fahad ao fazer uma piada casualmente misógina e descrever de forma lúgubre como ele e Fahad uma vez se envolveram com um esquilo morto. Fahad decide se distanciar de Chris, para que sua paixão não perceba que o senso de humor de Fahad é igualmente imaturo. Quando Fahad o rebaixa de sua lista de "oito melhores amigos" no MySpace, Chris fica arrasado.
Chris começa a perceber que sua mãe está sob grande estresse. Chungsing e Chris jantam com outra mãe taiwanesa e seu filho, Max. A mãe faz Chungsing envergonhar Vivian por não ter entrado na UCLA. Chungsing critica os estudos de Chris na frente de Max, esperando que a humilhação o motive a estudar mais. Por sugestão da mãe, Chungsing envia Chris para uma escola preparatória, onde o amigo de Max, Josh, o intimida implacavelmente. Além disso, embora Nǎi Nai seja calorosa e avó com Chris, ela critica duramente a criação de filhos de Chungsing e a compara negativamente ao filho ausente. Chris ouve Chungsing perder a paciência e ameaçar enviar Nǎi Nai de volta para Taiwan. Finalmente, Chungsing fica desapontada quando um concurso de pintura local rejeita sua inscrição.
Chris vê uma oportunidade de se tornar descolado quando um trio de skatistas mais velhos o recruta para filmar os melhores momentos para eles. Ainda irritado com o comentário de Madi de que ele é fofo para um asiático, ele diz aos skatistas (que são brancos e afro-americanos) que ele é meio asiático. Eles o levam para uma festa onde ele experimenta álcool e maconha; quando ele fica doente, Vivian o cobre. Ele se reconcilia com Vivian antes que ela vá para a faculdade. Os skatistas visitam a casa de Chris e descobrem que suas filmagens são inutilizáveis. Chungsing, sem saber da decepção de Chris, cumprimenta os skatistas e revela que Chris não é meio asiático. Chris repreende sua mãe com raiva para fazê-la ir embora. Os outros meninos ficam chocados ao ver Chris tratar sua mãe rudemente e vão embora em desaprovação.
Na escola preparatória, Chris bate em Josh depois que Josh zomba dele por seu encontro fracassado com Madi, e quase é expulso. No carro de volta para casa, Chris grita com Chungsing, chamando-a de uma artista fracassada que não contribui para a família. Chungsing responde amargamente que Chris é uma vergonha para a família e que ela poderia ter sido uma pintora de sucesso se Vivian e Chris nunca tivessem nascido. Chris foge de casa por uma noite. Quando Chris retorna para casa, Chungsing o concilia contando como Vivian também fugiu de casa quando tinha 14 anos e que, por mais que ela goste de pintar, seus filhos são seu verdadeiro sonho.
No primeiro dia de ensino médio, Chris tenta se reconciliar com Madi depois de meses ignorando-a. Ela o rejeita, citando que ele bateu em seu amigo Josh. Ele se junta a um clube de artes visuais, e Fahad acena com a cabeça quando Chris o cumprimenta. Chungsing pega Chris na escola, e ele conta a ela sobre seu dia.

## Elenco
- Izaac Wang como Chris "Dìdi" Wang
- Joan Chen como Chungsing Wang
- Shirley Chen como Vivian Wang
- Chang Li Hua como Nǎi Nai
- Mahaela Park como Madi
- Raul Dial como Fahad Mahmood
- Aaron Chang como Jimmy "Soup" Kim
- Chiron Denk como Donovan
- Sunil Maurillo como Cory
- Montay Boseman como Nugget
- Alysha Syed como Jade
- Alaysia Simmons como Ellie
- Georgie August como Georgia
- Jayden Chiang como Max
- Joziah Lagonoy como Josh
- Spike Jonze como Dead Squirrel (voz)
- Sheng Wang como Dead Fish (voz)
- Stephanie Hsu como instrutora do tutorial de beijo

## Produção
A fotografia principal ocorreu em julho de 2023 em Fremont, Califórnia. O filme consiste principalmente de atores estreantes da Bay Area. O filme foi previamente selecionado para o Sundance Institute Screenwriting & Directors Lab de 2023 e para o SFFILM Rainin Grant de 2022.

## Lançamento
Dìdi teve sua estreia mundial no Festival de Cinema de Sundance em 19 de janeiro de 2024. Poucos dias depois, a Focus Features adquiriu os direitos de distribuição do filme. Também foi exibido no South by Southwest em 12 de março de 2024, e teve sua estreia internacional no Festival Internacional de Cinema de Pequim em 19 de abril de 2024. Encerrou a 11ª edição do Sundance London em 9 de junho de 2024. Começou um lançamento limitado nos cinemas nos Estados Unidos em 26 de julho de 2024, seguido por um lançamento amplo em 16 de agosto.

### Mídia doméstica
O filme estava disponível para aluguel e venda digital premium em 3 de setembro de 2024 e foi lançado em Blu-ray em 29 de outubro de 2024.